# Анархия
Ана́рхия (от др.-греч. ἀναρχία — «безвластие», «безначалие», от ἀν- — «без-» и ἀρχή — «начало; начальство; власть») — состояние общества без власти или руководящего органа. Анархическое общество является противоположностью иерархии.
Слово первоначально означало отсутствие лидера, но в 1840 году Пьер-Жозеф Прудон использовал этот термин для обозначения новой на тот момент политической философии — анархизма — в своём трактате «Что такое собственность?».
Термин «анархия» используется в нескольких различных значениях:
- Гипотетической ситуации, когда государство заменено безгосударственным обществом (идеал анархистов).
- Отсутствия государственной власти как таковой.
- Ситуации до возникновения государства как формы общественного устройства в первобытном обществе

## Анархия и политическая философия
Немецкий философ Иммануил Кант рассматривал анархию в «Антропологии с прагматической точки зрения» как «закон и свобода без власти». Таким образом, по мнению Канта, анархия не дотягивает до настоящего гражданского состояния, так как закон без власти будет лишь «пустой рекомендацией». В труде «К вечному миру» он писал, что анархия является крайней негативной формой существования государства после деспотии, когда искореняются «зачатки добра», когда любое малое правомерное устройство лучше, чем никакое, подразумевая под этим безвластие.
Пьер-Жозеф Прудон пишет, что анархия подразумевает собой отсутствие суверена, господина, давая им обозначение в лице правительства. Анархия у Прудона является мерой свободы, признающей лишь власть закона, или «необходимости». В «Решении социального вопроса» 1848 года указывает, что для республики идеальна положительная анархия, а свобода является матерью порядка. Ансельм Бельжарри, анархист из окружения Прудона, несколькими годами позже опубликовал брошюру «Анархия, журнал порядка» (фр. L’Anarchie, Journal de l’ordre).
Макс Штирнер в труде 1844 года «Единственный и его собственность» анализирует понятие либерализма, показывая, что некоторые трактовки этого понятия идут вразрез соответствующим ему представлениям анархии и беззакония, заменяя их суррогатом из «разумного порядка» и «ограниченной свободы». Действительный политический либерализм порождает анархию, уничтожая господство и стирая различия между классами. Реклэр отмечает, что анархия Штирнера прежде всего беспорядок, побуждаемый войной всех против всех на остове разрушенного государства.
Михаил Бакунин полагал, что анархия являет собой единственное условие нравственности индивида наряду с равенством. Он отмечает первоначальную анархию, подразумевая под ней хаос и замешательство, и преступную анархию — рабство добродетели, выражаемое в противоборстве материи и духа. Первоначальная анархия ведёт к разрушению государства в результате его порабощения другим государством. Преступная анархия ассоциируется со свободой воли, которая разрушает всякую людскую солидарность, так как группа людей с наличием свободы воли у каждого стремилась бы «уничтожить друг друга». Бакунин отождествлял анархию со свободой, подчёркивая, что анархия является тем аналогом «вольной организации рабочих масс снизу вверх», провозглашая доктрину анархо-коммунизма.
Вордсворт Донисторп отвергал социализм и трактовал анархию как свободу индивидуальности от моральных стереотипов и устаревших положений современного ему законодательства, пытался разработать новые способы и механизмы общения между людьми (в частности кинематограф и новый язык Uropa, созданный им), воплощением его идей стали Liberty and Property Defence League и Legitimation League.
Пётр Кропоткин рассматривал понятие анархии в аспекте естественных наук, конкретно используя индуктивно-дедуктивный метод для оценки обобщений, выясняя, каковыми будут пути человечества для достижения свободы, равенства и братства, если оно будет действовать в рамках анархии. Для Кропоткина анархия является миросозерцанием, в основе которого лежит механическое восприятие и которое является «идеалом масс».
В современном изложении анархия, в первую очередь, представляет собой отсутствие власти или государственности в обществе, являясь идеалом непосредственного состояния общества. Данная трактовка получила распространение в конце XX века благодаря сдвигам в понимании самого понятия, которое определялось как упорядоченное и конституционное. В уничижительном или обыденном представлении анархия олицетворяет хаос и беспорядок, в некоторых случаях вышесказанное является вторым значением данного понятия. В рамках политического реализма международная анархия подразумевает баланс сил между конфликтом и сотрудничеством между государствами.

## Анархия и антропология
Анархистские антропологи, такие как Дэвид Гребер и Пьер Кластр, считают некоторые общества, среди которых бушмены, тив, пиароа, анархическими, так как они явно отвергают идею централизованной политической власти.
Другие антропологи, такие как Маршалл Салинс и Ричард Боршей Ли, отвергают идею обществ охотников и собирателей, которые образовались в результате скудности ресурсов и одичания, охарактеризовав их как «состоятельные сообщества».
Эволюционный психолог Стивен Пинкер отмечает, что утверждение, что анархия отсутствия правительства ведёт к анархии насильственного хаоса, является банальным, так как, с одной стороны, в догосударственных обществах совершалось большое количество убийств (до 60 % среди мужчин), но, с другой стороны, появление сильной культуры чести почти в любой точке мира находится вне досягаемости закона.
Некоторые анархо-примитивисты полагают, что данное понятие используется для оправдания ценности современного индустриального общества и люди перемещаются дальше от естественных среды обитания и потребностей.
Теоретики анархизма указывают на примеры, когда при отсутствии государственной власти возникали общественные механизмы, противостоящие «войне всех против всех». Например, пиратские корабли были «плавающими обществами», в которых существовали механизмы самоуправления. Перспектива получения взаимных выгод от пиратства стимулировала пиратов к налаживанию сотрудничества и поддержанию порядка. Перед выходом в море пираты договаривались о правилах поведения, иногда эти правила фиксировались письменно.
Американский антрополог Джеймс Скотт в книге «Искусство не быть управляемым: Анархистская история нагорий Юго-Восточной Азии» рассматривает жизнь горцев этого региона (также называемого Зомией) как пример того, как люди защищают свой, «примитивный», образ жизни, сопротивляясь всяческим попыткам государств установить контроль над ними. Эти горцы строго хранят равенство в своих сообществах.
Исследователи Бенджамин Пауэлл Райан Форд и Алекс Наурастел пришли к выводу, что в Сомали после 1991 года по сравнению с другими странами Африки были достигнуты определённые успехи в развитии, несмотря на фактическое отсутствие в этой стране государственной власти. Из 41 стран к югу от Сахары по уровню развития стационарной телефонной связи Сомали за период анархии переместилось с 20-го на 8-е место, по уровню обеспеченностью сотовой связью Сомали находится на 16-м месте, а по уровню интернет-обеспеченности — на 11. Во многих африканских странах телекоммуникации находятся в ведении государственных монополий, что замедляет развитие. Установка телефонной линии занимает в Сомали три дня, а в соседней Кении этого приходится ждать несколько лет. Более того, по уровню детской смертности Сомали за период анархии переместилось с 37-го места на 17-е. После краха сомалийского государства возросла роль старейшин сомалийских кланов, которые выполняют судебные функции. Судебные функции также осуществляет местное исламское духовенство, основываясь на шариате.